# Vérkhniaia Siniatxikha
Vérkhniaia Siniatxikha (en rus: Верхняя Синячиха) és un poble (un possiólok) de l'óblast de Sverdlovsk, a Rússia, segons el cens del 2021 tenia 9.667 habitants.